# بحث ويندوز
بحث ويندوز (بالإنجليزية: Windows Search)‏، المعروف سابقا باسم بحث ويندوز سطح المكتب (WDS) على نظام التشغيل ويندوز وويندوز سيرفر 2003، هو منصة بحث سطح المكتب المفهرسة التي أنشأتها ميكروسوفت لميكروسوفت ويندوز.

## نظرة عامة
يشير بحث ويندوز بشكل جماعي إلى البحث المفهرس على نظام التشغيل ويندوز فيستا والإصدارات الأحدث من ويندوز (يشار إليه أيضا بالبحث الفوري ) وكذلك بحث سطح المكتب من ويندوز، إضافة إضافية مستقلة لنظام التشغيل ويندوز 2000 وويندوز إكس بي وويندوز سيرفر 2003 متاح كما مجانية. جميع التجسيدات من ويندوز بحث تقاسم البنائي المشتركة وفهرسة التكنولوجيا واستخدام واجهة برمجة التطبيقات المتوافقة (API).